# Balloon Fight
Balloon Fight (яп. バルーンファイト Бару:н Файто, «Бой на воздушных шариках») — аркадная игра, разработанная и выпущенная Nintendo. В 1984 году была реализована версия для игровых автоматов, год спустя — для консоли NES.

## Игровой процесс
Игра рассчитана на одного или двух игроков, которым предоставляется управление безымянными персонажами (т. н. Balloon Fighters), подвешенными на воздушных шариках. Повторяющиеся нажатия кнопок А или Б заставляет персонажа махать руками и набирать высоту, без взмахов персонажа медленно опускается на землю под действием силы гравитации. Игрок теряет жизнь в случае, когда противник лопнул оба его шара, если падает в воду (его съедает большая рыба или он тонет) и в результате удара молнии.
В игре доступно 2 различных по стилю режима: стандартный, цель которого уничтожить всех противников на экране, и Balloon Trip (в версии для аркадных автоматов отсутствовал), в котором нужно избегать препятствий.

### Режим Fight
Режим доступен для игры одному или вдвоём. Весь уровень умещается на экране, приходится воевать с другими Balloon Fighters, отличающимися цветом от игровых персонажей. Нужно дотронуться ногами до шара противника, тем самым сбросив его на землю, а после избавиться от него, столкнув в воду. В противном случае сброшенный на землю соперник через некоторое время снова надует шарик и взлетит, вернув себе боеспособность. Также нужно избегать контратакующих действий противника, который, в свою очередь, пытается лопнуть шарики игрока — игровые персонажи не могут надувать свои шары. Следует также опасаться молнии, периодически вылетающей из тучи и перемещающейся по уровню, и избегать полётов над водой — там живёт большая рыба, способная съесть игрока. Боевые уровни перемежаются бонусными, где нет врагов, а нужно на время набрать как можно большее количество очков, а также восстанавливаются шары.

### Режим Balloon Trip (Adventure)
Режим доступен только для одного игрока. Из врагов присутствуют движущиеся и неподвижные молнии, а вся игра состоит из одного уровня, перемещающегося справа налево. Нужно лететь вперёд, избегая столкновения с разрядами. На всю игру даётся только одна жизнь, суша на уровне отсутствует. Если лопнуть подряд 20 зелёных шаров, то они изменят цвет на оранжевый, а затем на красный. Поймав мыльный пузырь, можно задержать на некоторое время движение зоны и совершить сложный манёвр.